# IC 2360
IC 2360 је појединачна звијезда у сазвјежђу Рак која се налази на листи објеката дубоког неба у Индекс каталогу.
Деклинација објекта је + 19° 31' 0" а ректасцензија 8h 25m 15,2s.